# Gastronomia d'Egipte
La gastronomia d'Egipte i fa un ús intensiu de llegums, verdures i fruites de la rica vall i del delta del Nil a Egipte. Comparteix similituds amb els aliments de la regió mediterrània oriental, com ara dolma (fulles de vinya o de verdures farcides d'arròs), hummus, babaganuix (puré d'albergínia), falàfel (que sol servir-se amb tomàquets, tahina i ruca), xauarma, kebab i kofta. Alguns exemples de plats egipcis característics inclouen ful medames (puré de faves), kushari (llenties, arròs i pasta) i molokhiya (guisat de jute d'Aràbia). El pa pita, conegut localment com eish baladi, és un aliment bàsic de la cuina egípcia, i la fabricació de formatges a Egipte es remunta a la Dinastia I d'Egipte, sent el domiati el tipus de formatge més consumit avui en dia al país.
Les carns habituals a la cuina egípcia són el colom, el pollastre i el xai. El xai i la vedella s'utilitzen freqüentment a la planxa. Els menuts són un menjar ràpid popular a les ciutats, i el foie gras és una delicadesa que s'ha preparat a la regió des de com a mínim el 2500 aC. El peix i el marisc són habituals a les regions costaneres del país. Una quantitat important de la gastronomia egípcia és vegetariana, a causa tant del preu històricament elevat de la carn com de les necessitats de la comunitat cristiana copta, les restriccions religioses de la qual requereixen dietes essencialment veganes durant gran part de l'any.
El te és la beguda nacional d'Egipte i la cervesa és la beguda alcohòlica més popular. Tot i que l'islam és la fe majoritària a Egipte i els musulmans practicants tendeixen a evitar l'alcohol, les begudes alcohòliques encara estan disponibles al país.
Les postres populars a Egipte inclouen baklava, basbussa i kunafa. Els ingredients habituals de les postres inclouen dàtils, mel i ametlles.